# 省立吉林大学
省立吉林大学，简称吉林大学，是吉林省第一所大学。位于吉林市八百垅，现为东北电力大学西校区。与现吉林大学没有渊源。

## 历史

### 前身吉林公立法政专门学校
1906年，吉林课吏馆改建为吉林法政馆，次年更名为吉林法政学堂，1911年更名为吉林(公立)法政专门学校。
1915年，学校撤销，并入东三省法政学堂。次年东三省法政学堂（原吉林法政专门学校部分）改建为吉林公立法政专门学校。

### 正式成立
1929年，吉林省主席张作相在吉林市八百垅创办了省立吉林大学，1934年，被伪满改为吉林高等师范学校。1938年，改为吉林师道高等学校。1942年，改为吉林师道大学。
1929年4月25日，张作相主持省府委员会第七次会议，专门研讨兴办大学诸事。令教育厅设立吉林省立大学筹备委员会。费用由财政厅分年解决。5月24日开始招生。考试、录取工作7月份结束。
1929年8月2日，以“研究高深学术、养成研学宏才”为宗旨的“吉林大学”正式成立，张作相任校长，前吉林省公立法政专门学校校长李锡恩任副校长。8月20日正式开学。包括文法预科两班100人，理科预科36人、工科预科32人，法律系、教育系、土木工程系本科各一班每班24人，合原吉林省公立法政专门学校法律本科二年级生22人，另招甲种随班上课特别生22人。
初期，大学校部与文法学院沿用财神庙胡同内原省立法政专门学校校舍。为了给学生创造更加良好的读书环境，张作相着手解决新校舍的选址问题，最后选定吉林城西郊欢喜岭下八百垄（即现址）建设校舍。他聘请时任东北大学建筑系主任的梁思成先生任总体设计，参加设计的还有时任东北大学教授、美国宾夕法尼亚大学留学回国的陈植、童寯、蔡方荫等人。1930年春完成设计，新校舍开工，1931年夏一期工程完成。
1930年6月，从吉林省公立法政专门学校编入的41名学生毕业。
1931年“九·一八”事变后学校停办，建造暂停。

## 纪念
吉林大学教学楼，俗称“石头楼”，由梁思成设计，1930年开工建设，1931年夏主楼落成。旧址作为“近现代重要史迹及代表性建筑”，2013年国务院公布为“全国重点文物保护单位”。